# 小鳥遊もか
小鳥遊 もか（たかなし もか、2月16日 - ）は、日本のアイドル、モデル。

## 略歴
2016年6月、ブリランテ学園反則実行委員会「はんじつ!」の第1期生として加入。しかし同年7月解散。
2017年3月、楠みゆうがプロデューサーとして結成した「DollyKiss」初期メンバーとして加入。
2018年3月、DollyKissの活動休止。同年5月卒業。
2018年6月、株式会社グラヴィティより結成した「藍色アステリズム」初期メンバーとして加入。その際に名義が「小鳥遊 もか」から「倉田 もか」に変更された。
2019年12月、藍色アステリズム現体制ラストライブの開催とともに卒業。
2020年1月、撮影会をメインに活動を再開する。
2022年6月、楪みゆう（旧名義：楠みゆう）と二人組ユニット「Adorable」を結成する。
2023年6月、楪みゆうがプロデューサーとして結成した半年間限定グループ「1/2Diary」のメンバーとして加入。その際に名義が「倉田 もか」から「小鳥遊 もか」に変更された。
2024年1月、1/2Diary解散ライブの開催にて解散。
同年3月、4月5日に新体制としてメンバーを新たに活動を再開するSAI²Riumの黄色担当として加入。
同年11月、SAI²Rium 小鳥遊もかとして、ソロライブデビュー。
2025年6月、SAI²Riumから同事務所のハレとハレ！へ移籍。赤色担当として加入。

## 人物
アイドルを目指したきっかけは「小さい頃から歌が好きで、人見知りだけど人とは違うことをしてみたくて自分の居場所を見つけたかったから。歌で何かを表現できるような人になりたいから。」。理想のアイドル像は「どんなことでも笑顔で頑張って、みんなを笑顔にできて、自分の世界観を持ってる人」。
姉が1人、兄が1人の3人兄妹の末っ子。身長は161cm、足のサイズは22.5～23.0cm。血液型はO型。MBTIはENFJ（主人公）。
趣味は映画鑑賞。好きな映画はハリーポッター。好きなキャラクターはトムとジェリー、モモンガ（ちいかわ）、がおぱわるぅ（サンリオ）、ぱお（ぺたぺたみにりあん）通形ミリオ（僕のヒーローアカデミア）。MBTI大好き。
特技は鼻がいいこと。顎が動くこと。歌うこと。ブリッジ。
キャッチフレーズは「もかとよしよしし合お？♡」「もかちゃんといっしょ！」「いつもぎりぎりわらび餅」。

## アイドル活動
| グループ         | 名義       | 愛称     | 担当色                | 活動期間                                  | 備考                                     |
| ---------------- | ---------- | -------- | --------------------- | ----------------------------------------- | ---------------------------------------- |
| 反則実行委員会   | 小鳥遊もか | もかたん | 水色                  | 2016年6月1日～7月26日（解散）             |                                          |
| みゆもか         | 小鳥遊もか | もかたん | 水色                  | 2016年8月30日～2017年3月1日               | 双子ダンス動画投稿                       |
| DollyKiss        | 小鳥遊もか | もかたん | 黄色                  | 2017年3月18日～2018年5月8日（卒業）       | 「天使の歌声 もかたん」                  |
| 藍色アステリズム | 倉田もか   | もかぴ   | 青色 (グループカラー) | 2018年6月3日～2019年12月31日（卒業）      | 全イベント皆勤賞                         |
| EFFORT           | 倉田もか   | もかぴ   | 黄色                  | 2018年11月3日～2018年11月24日（期間限定） | ドラマ「努力は必ず報われない」内グループ |
| Adorable         | 倉田もか   | もかぴ   | 黄色                  | 2022年6月3日～                            |                                          |
| 1/2Diary         | 小鳥遊もか | もかぴ   | アイスグリーン        | 2023年7月8日～2024年1月24日（解散）       | 半年間限定グループ                       |
| SAI²Rium         | 小鳥遊もか | もかぴ   | 黄色                  | 2024年4月5日～2025年6月8日（移籍）        |                                          |
| ハレとハレ！     | 小鳥遊もか | もかぴ   | 赤色                  | 2025年7月1日～                            |                                          |

## 出演

### ドラマ
- シイナナルミYouTubeドラマ「努力は必ず報われない[7]」（2018年11月3日 - 24日：全4話、YouTube） - アイドルグループ「EFFORT」のメンバーの一人

### バラエティ
- この指と～まれ！（2017年8月11日放送、フジテレビ） - SHOWROOM連動プロジェクト「この指と～まれ!8月エンディングテーマ争奪戦」のイベントでDollyKissとして第2位を獲得し、コーナー「矢吹奈子の指レポ!」にてライブリポート出演。
- あらぶんちょ！「＃いつも俺の隣の客はラーメンを美味しそうに食べる女子ばかりだ」（2019年10月21日/2019年11月22日、東京ケーブルネットワーク/YouTube） - ラーメン紹介コーナーで本郷の「IZASA[8]」と「NOODLE SOUNDS[9]」でラーメンを隣で食べる女子 役
- バズ100～バズるための100の法則～（TOKYO MX） - コーナー「ゴッドシンガー」の第２回開催に出演[10][11]
  - #10[12]（2023年12月23日放送、2023年12月30日公開） - 一次審査を通過した６名のチャレンジャー紹介。
  - #11[13]（2024年1月6日放送、2024年1月13日公開） - MISIAのEverythingを熱唱し、予選を勝ち抜いて決勝へ進んだ。
  - #12[14]（2024年1月13日放送、2024年1月20日公開） - aikoのカブトムシを熱唱。
- あしたアイドルになぁれ！（2024年5月10日配信、ニコニコ生放送） - TIF裏チャンネル。ゲストとして同グループの天使さなと一緒に出演[15]。
- ええじゃない課Biz #90（2024年10月20日放送、TOKYO MX）- 番組EDコーナーにSAI²Riumのメンバーとして出演[16]。
- アイドルは嘘ついている⁉ with T #80（2025年3月28日開催/配信、笑や[17]/SHOWROOM） - 番組ゲストとして出演[18]。フリートークを披露。「はちみつに命を賭けている」

### MV
- BREAK THROUGH「ビバビバBounce！Dance！」（2018年9月4日公開、YouTube）

### 撮影会
- 近代麻雀水着祭FINAL[19]（2024年9月23日出演、しらこばと水上公園）- 全４部にAチームで出演[20]。

### ファッションショー
- 「MEI-TEN」ファッションショー[21]（2017年4月21日開催、池袋パルコミュージアム）
- IGG MUSIC FES（2024年8月25日開催、ニッショーホール）- VIP限定特別イベントの私服ファッションショー。

### 雑誌
- MARQUEE（星雲社）
  - Vol.132[22]（2019年4月10日発売）P126「佐藤芽衣の『なにいろアステリズム』」

- 週刊ヤングジャンプ（集英社）
  - 2019年7月18日号 No.31[23]（2019年7月4日発売）P310-311
- Cream（メディアミックス）
  - 2025年6月号（2025年5月7日発売）[24]P20-21
    - 発売記念SAI²Rium＆ハレとハレ！合同握手会[25]（2025年5月19日開催、書泉ブックタワー）